# Jaume Sansa Nequí

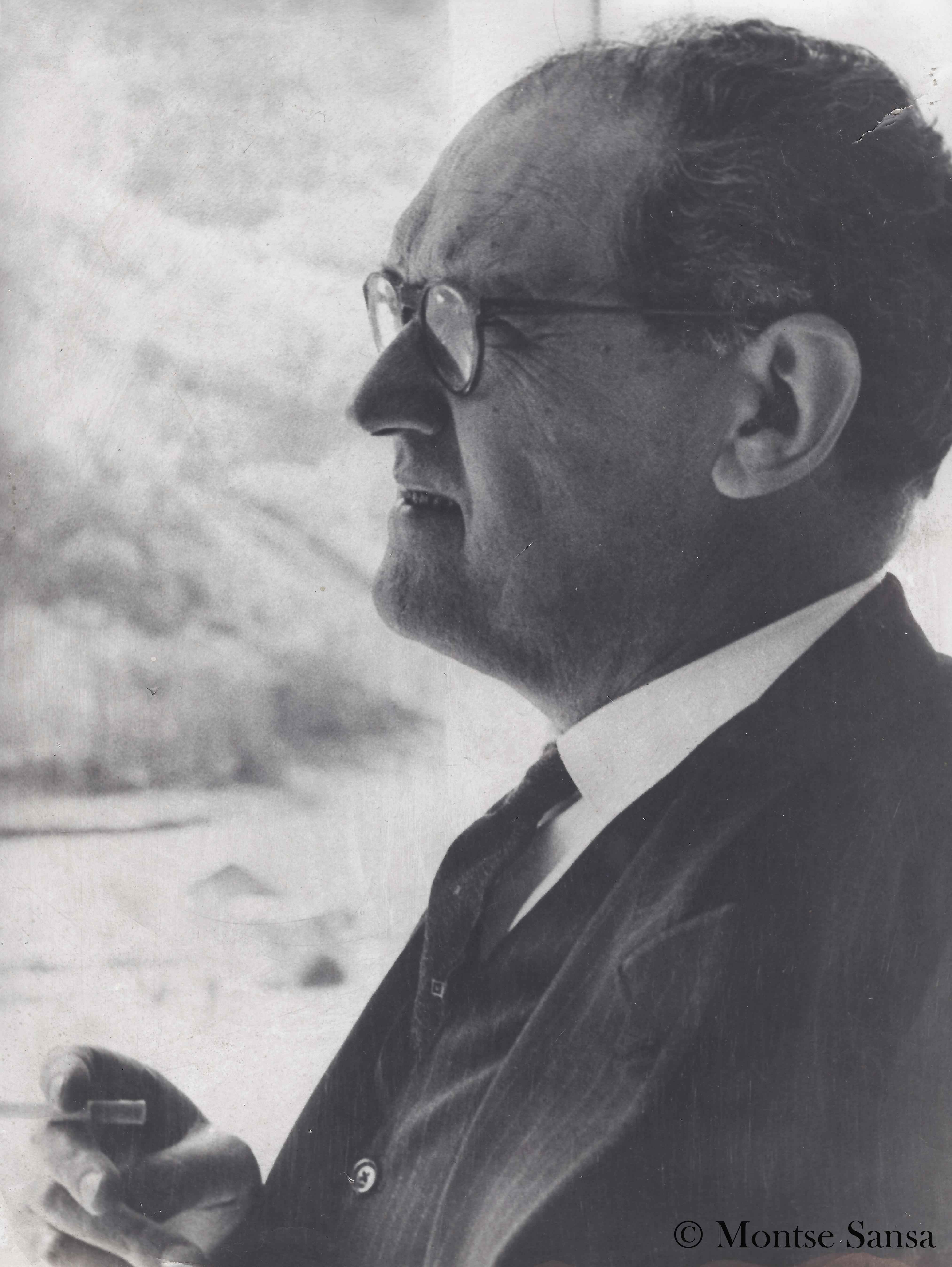
Sr. Jaume Sansa Nequí

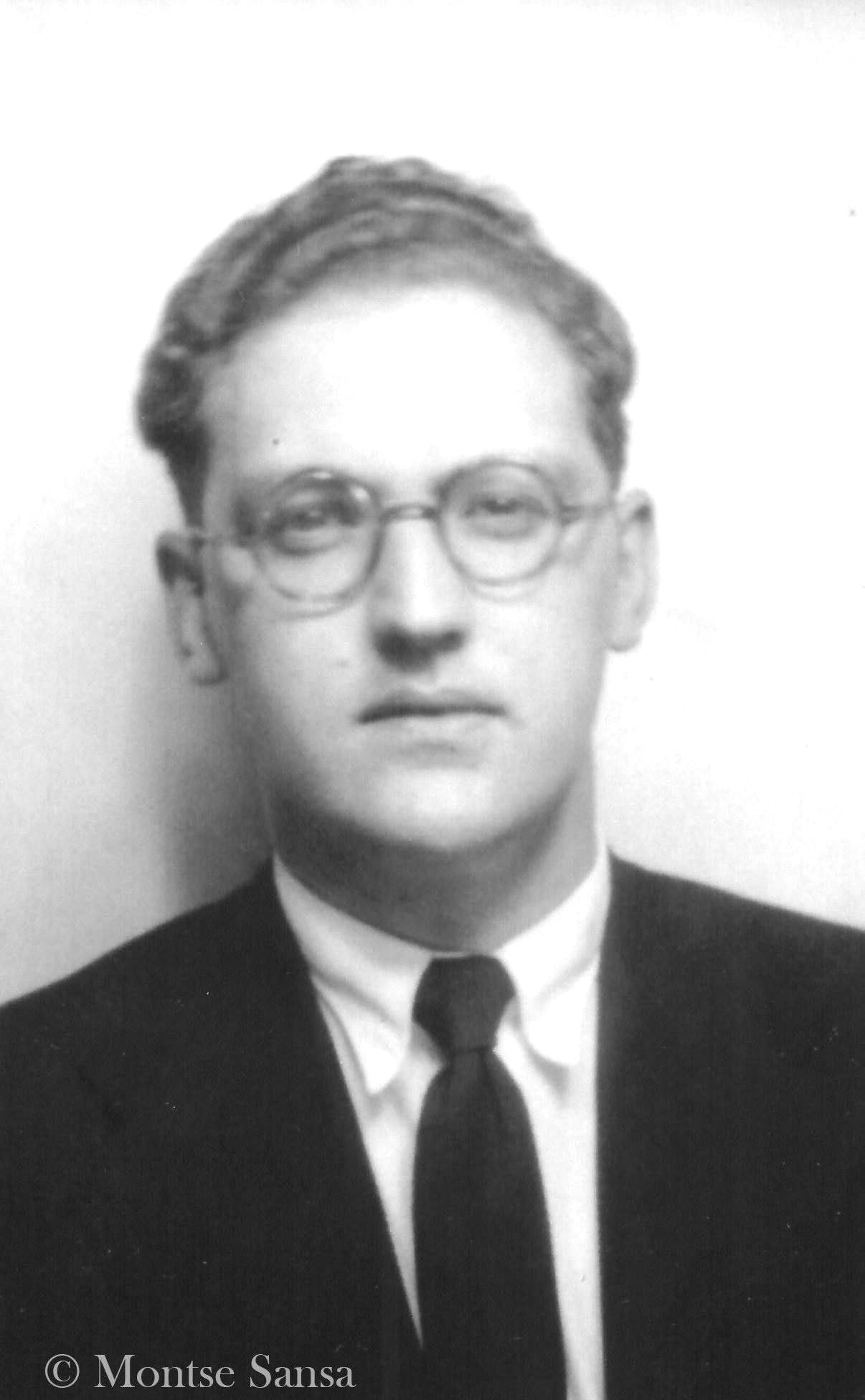
Sr. Jaume Sansa

Jaume Sansa Nequí (Adrall, Ribera de Urgellet, provincia de Lérida, 28 de noviembre de 1908 - 7 de abril de 1977) fue un Veguer episcopal andorrano.

## Biografía
Jaume Sansa Nequí nació en el pueblo de Adrall, municipio de Ribera de Urgellet en la provincia de Lérida, situado a pocos kilómetros de la frontera hispano-andorrana, el 28 de noviembre de 1908. Su padre, Jaime Sansa Cerqueda era el “hereu” de Casa Isidret de dicho pueblo y su madre, de nacionalidad andorrana, fue María Nequí Marquilló. Casó con Montserrat Reñé de Quiroga hija de una ilustre familia leridana. Del matrimonio nacieron cuatro hijos. Murió el 7 de abril de 1977.

## Trayectoria profesional
Desde muy joven, manifestó vocación por la carrera diplomática, licenciándose en derecho por la Universidad de Barcelona e inscribiéndose a continuación en la Escuela Diplomática de Madrid. Esta aspiración se vio truncada prematuramente a causa de los graves acontecimientos familiares ocasionados por la guerra civil española.
Fue la persona de confianza de cuatro Copríncipes Episcopales. Nombrado Veguer por Mr. Justí Guitart Vilardebó en el año 1933, siguió siéndolo durante todo el mandato de Mr. Ramón Iglesias Navarri y de Mr. Ramón Malla Call, y hasta marzo de 1972 con Mr. Joan Martí Alanis.
Juró su cargo delante el Consell General de les Valls d'Andorra el 3 de febrero de 1934 (LACG), ejerciéndolo hasta el 18 de abril de 1972. Es decir, más de 38 años. Era Síndico Pere Torres Riba (Tresà); y Subsíndico Francesc Molné Rogé (Palanques); Secretario: Tomàs Moles. El mes de junio del año 1972, Mr. Joan Marti Alanis le nombra delegado especial para Asuntos Extraordinarios de la Mitra de Urgel, 1 responsabilidad que ejerció hasta su muerte. 
El período en que desempeñó sus funciones de Veguer Episcopal del Principado de Andorra fue de los más difíciles de la Historia Andorrana. Por un lado la precaria economía rural y ganadera del país, vino a convertirse en una economía de mercado conocida internacionalmente, con una de las mayores RPC de Europa. Por otro lado, tuvo que sobrevenir a los complejos problemas repercutidos en Andorra, derivados de los conflictos bélicos en que se vieron involucrados los países vecinos a causa de la guerra civil española y la Segunda Guerra Mundial.
Su personalidad, ha quedado definida, por su extrema honradez, espíritu humilde y de servicio, sentido humanitario, ética profesional y su gran amor por el Principado de Andorra.

## Reconocimientos honoríficos
En el año 1955 fue premiado por sus destacados servicios al Episcopado con una alta condecoración, la Cruz de Caballero de San Gregorio Magno. 2 - 3
En 1964 y 1966 fue investido oficialmente con el título de Andorrano de Honor por su contribución en la supervivencia y prosperidad del pueblo andorrano. 4 - 5
En 1968 fue condecorado con la Gran Cruz de la Orden del Mérito Civil 6 (enlace roto disponible en Internet Archive; véase el historial, la primera versión y la última). y en el año 1973 se le concedió la Cruz de Honor de San Raimundo de Peñafort. 7 (enlace roto disponible en Internet Archive; véase el historial, la primera versión y la última).